# Araliaceae
Las araliáceas, familia Araliaceae (1300 especies, 50 géneros), son una familia de plantas del orden de las apiales, que incluye las hiedras (Hedera spp., en particular Hedera helix) y el ginseng (Panax spp., oriundas de Corea y de uso medicinal). 

## Descripción
Son plantas leñosas o raramente herbáceas, a menudo lianas. Hojas alternas, simples o divididas. Flores inconspicuas, regulares, generalmente bisexuales, casi siempre pentámeras, con estambres alternipétalos y con gineceo ínfero con 5 estilos (carácter definitorio de familia). Inflorescencias umbelares. Fruto en baya o en drupa. Existen 49 géneros y unas 700 especies originarios de las zonas tropicales y subtropicales.

## Géneros
- Subfamilia Aralioideae

| - Anakasia - Apiopetalum - Aralia - Arthrophyllum - Astrotricha - Boninofatsia - Brassaiopsis - Cephalaralia - Cheirodendron - Cromapanax - Cuphocarpus - Cussonia - Dendropanax - Didymopanax - Eleutherococcus - Fatsia | - Gamblea - Gastonia - Harmsiopanax - Hedera - Heteropanax - Hunaniopanax - Kalopanax - Mackinlaya - Macropanax - Megalopanax - Merrilliopanax - Meryta - Motherwellia - Munroidendron - Oplopanax - Oreopanax | - Osmoxylon - Panax - Pentapanax - Polyscias - Pseudopanax - Pseudosciadium - Reynoldsia - Schefflera - Sciadodendron - Seemannaralia - Sinopanax - Stilbocarpa - Tetrapanax - Tetraplasandra - Trevesia - Woodburnia |

- Subfamilia Hydrocotyloideae
  - Azorella
  - Centella
  - Hydrocotyle
  - Platysace
  - Xanthosia